# Diopatra semperi
Diopatra semperi är en ringmaskart som beskrevs av Grube 1878. Diopatra semperi ingår i släktet Diopatra och familjen Onuphidae. Inga underarter finns listade i Catalogue of Life.